# Krzysztof Król (piłkarz)
Krzysztof Król (ur. 6 lutego 1987 w Wodzisławiu Śląskim) – polski piłkarz grający na pozycji bocznego obrońcy.

## Kariera klubowa
Jest wychowankiem Górnika Radlin. Przez sześć lat trenował jako junior w WSP Wodzisław Śląski. Reprezentował również barwy Amiki Wronki, Dyskobolii Grodzisk Wlkp. oraz Realu Madryt B i Realu Madryt C. Wraz z młodzieżowymi reprezentacjami Polski grał na Mistrzostwach Europy U-19 w 2006 roku oraz Mistrzostwach Świata U-21 w 2007 roku. 25 listopada 2010 Chicago Fire zrezygnowało z opcji pierwokupu i zawodnik wrócił do Jagiellonii. 17 stycznia 2011 roku klub z Białegostoku wypożyczył go do Polonii Bytom. W dniu 11 lipca 2011 rozwiązał za porozumieniem stron obowiązujący kontrakt z Jagiellonią. 18 lipca 2011 związał się dwuletnią umową z beniaminkiem Ekstraklasy Podbeskidziem Bielsko-Biała. 4 stycznia 2013 Krzysztof Król rozwiązał za porozumieniem stron kontrakt z Podbeskidziem Bielsko-Biała. W sezonie 2013/2014 grał w Piaście Gliwice, a latem 2014 przeszedł do Montreal Impact. Na przełomie lat 2015/16 występował w greckim AEL Kallonis.

## Życie osobiste
17 czerwca 2010 w Chicago poślubił amerykańską modelkę polskiego pochodzenia, Patrycję Mikula, jednak po sześciu latach małżeństwa, rozstali się. Wraz z nią ma syna – Cristiano.

## Sukcesy

### Jagiellonia Białystok
- Puchar Polski (1) : 2010